# Менту-Салон
Менту́-Сало́н (фр. Menetou-Salon) — коммуна во Франции, находится в регионе Центр. Департамент — Шер. Входит в состав кантона Сен-Мартен-д’Оксиньи. Округ коммуны — Бурж.
Код INSEE коммуны — 18145.
Коммуна расположена приблизительно в 185 км к югу от Парижа, в 90 км юго-восточнее Орлеана, в 18 км к северо-востоку от Буржа.

## Население
Население коммуны на 2008 год составляло 1667 человек.
| 1962 | 1968 | 1975 | 1982 | 1990 | 1999 | 2008 |
| ---- | ---- | ---- | ---- | ---- | ---- | ---- |
| 1388 | 1309 | 1334 | 1477 | 1600 | 1661 | 1667 |

## Администрация
| Период | Период | Фамилия         | Партия | Примечания |
| ------ | ------ | --------------- | ------ | ---------- |
| 2001   | 2008   | Бернар Реманжон |        |            |
| 2008   | 2014   | Пьер Фуше       |        |            |

## Экономика
Основу экономики составляют виноградарство и сельское хозяйство.
В 2007 году среди 1008 человек в трудоспособном возрасте (15-64 лет) 746 были экономически активными, 262 — неактивными (показатель активности — 74,0 %, в 1999 году было 68,6 %). Из 746 активных работали 680 человек (365 мужчин и 315 женщин), безработных было 66 (24 мужчины и 42 женщины). Среди 262 неактивных 88 человек были учениками или студентами, 98 — пенсионерами, 76 были неактивными по другим причинам.

## Достопримечательности
- Замок Менту-Салон (1884 год). Исторический памятник с 1989 года[3]
- Церковь Сен-Пьер (XI век)
  - Статуя «Мадонна с младенцем» (XV век). Высота — 180 см. Исторический памятник с 1910 года[4]

## Фотогалерея

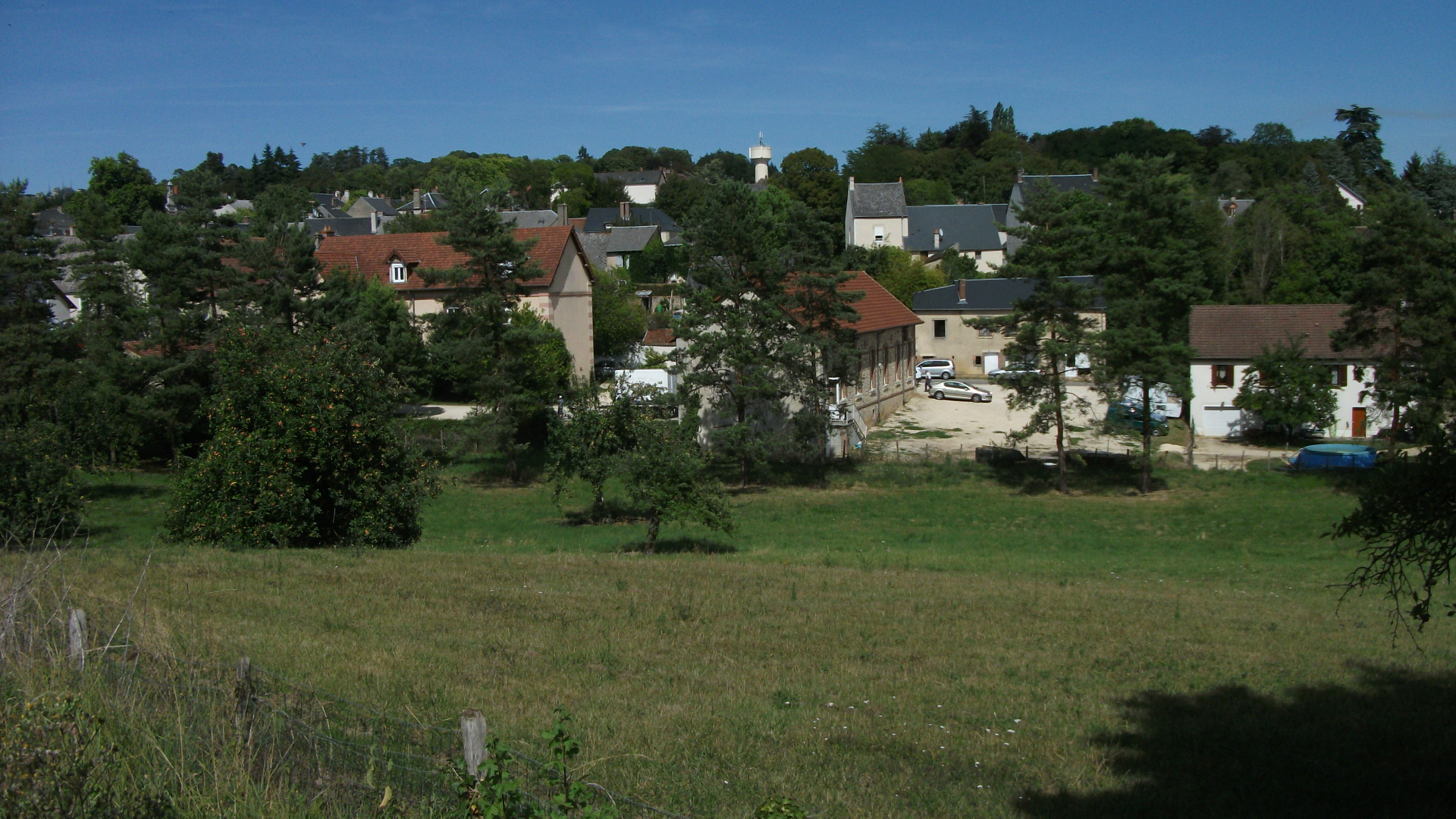
Менту-Салон
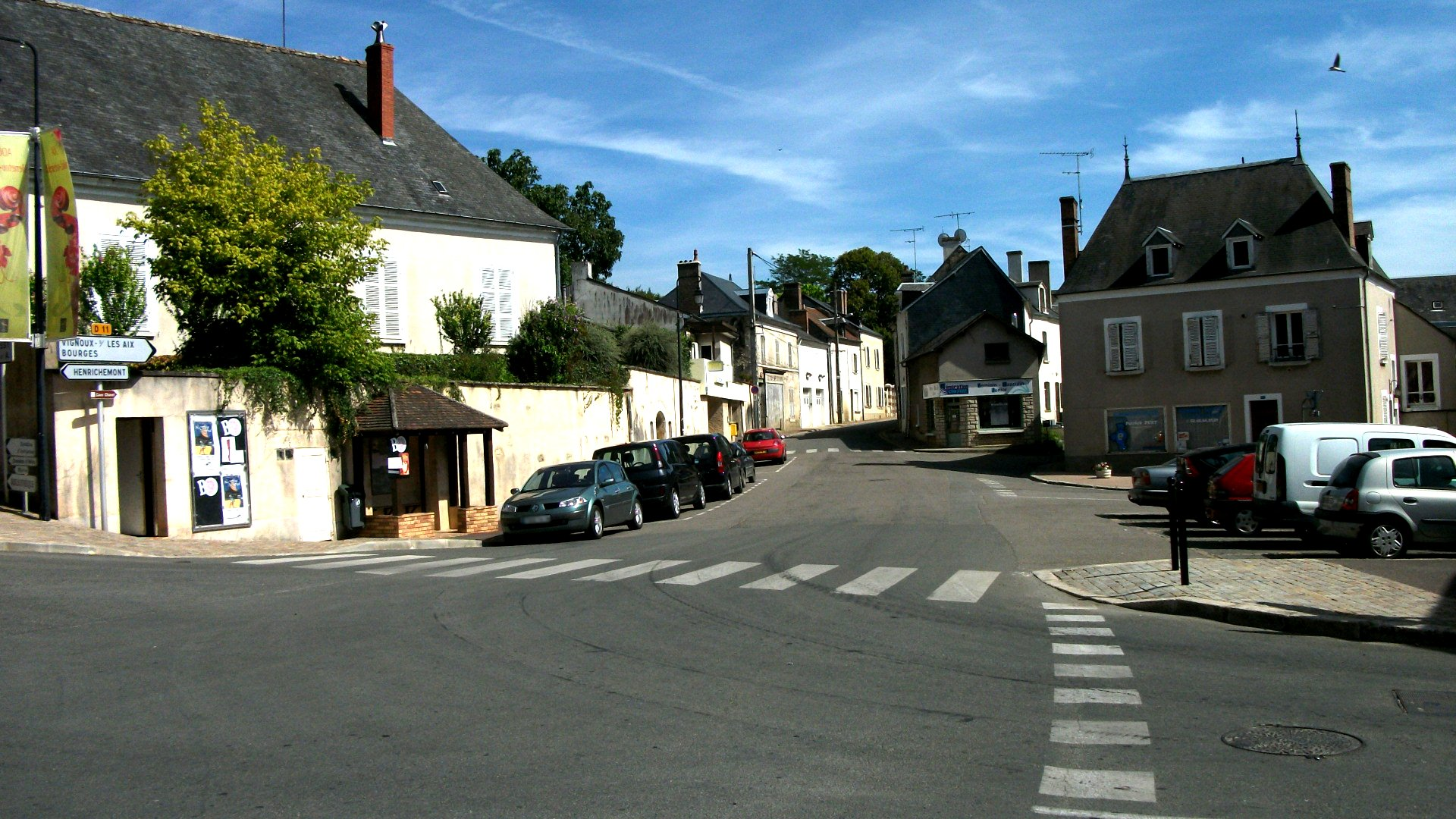
Менту-Салон
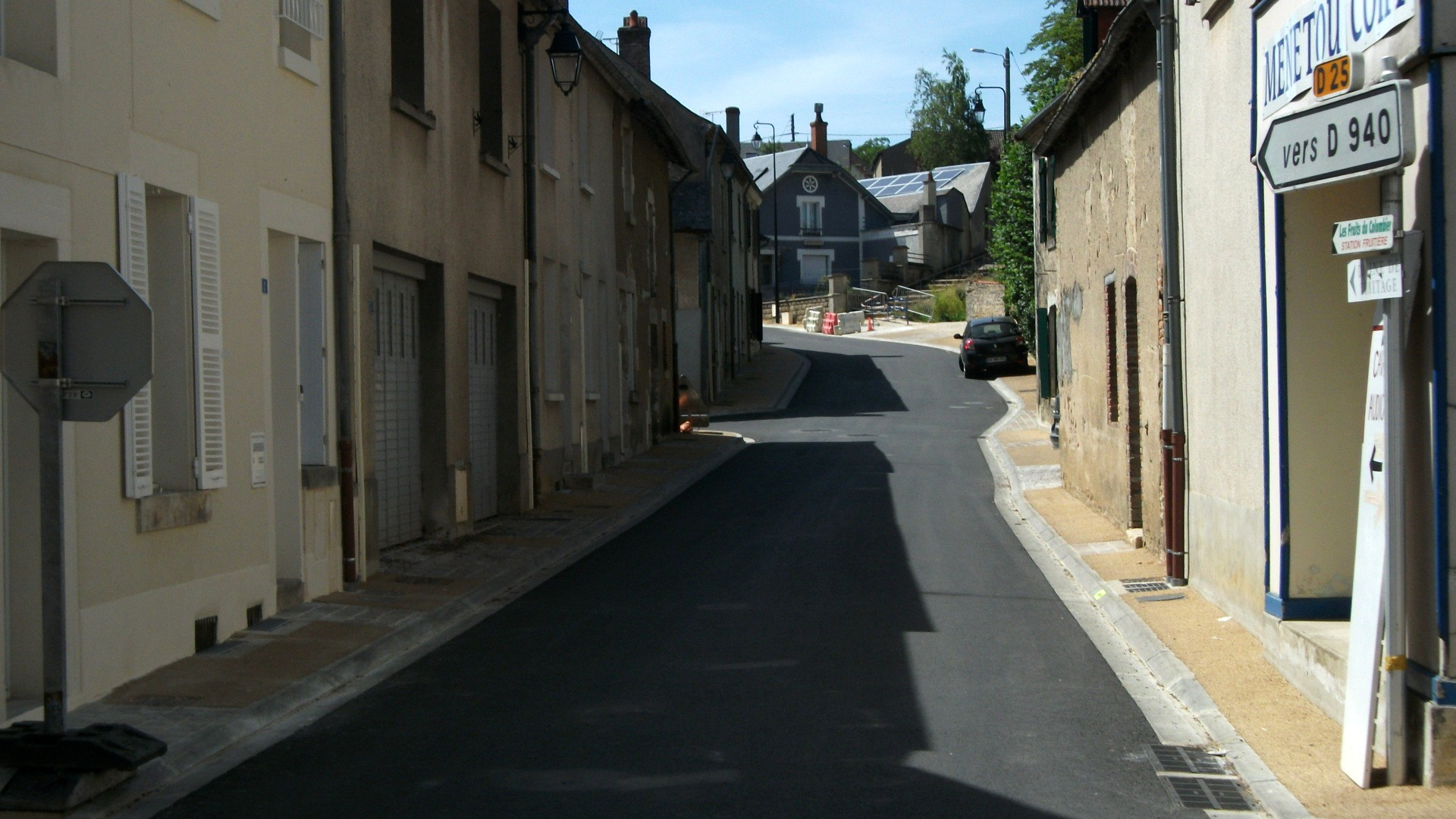
Улица Паради
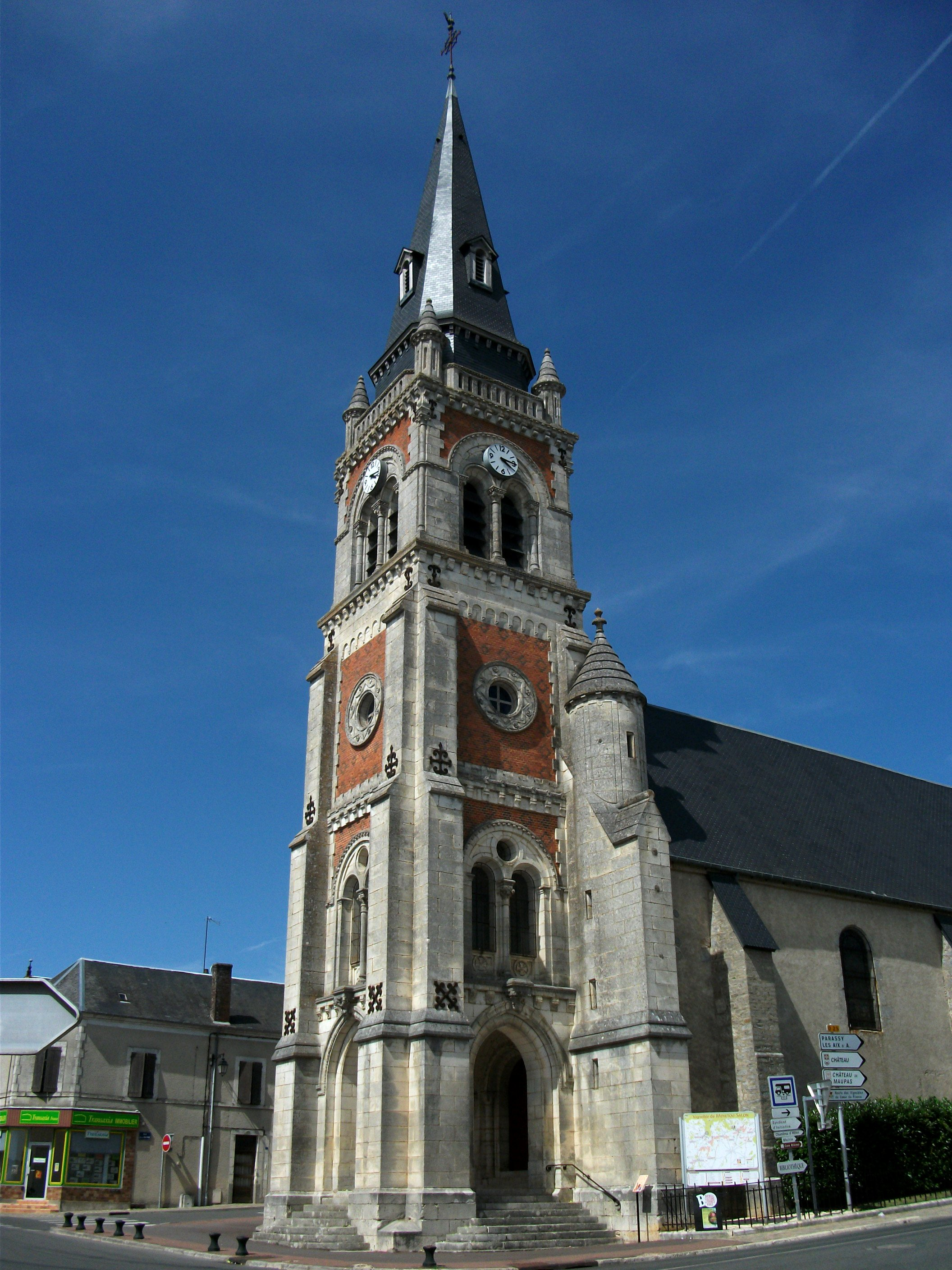
Церковь Сен-Пьер
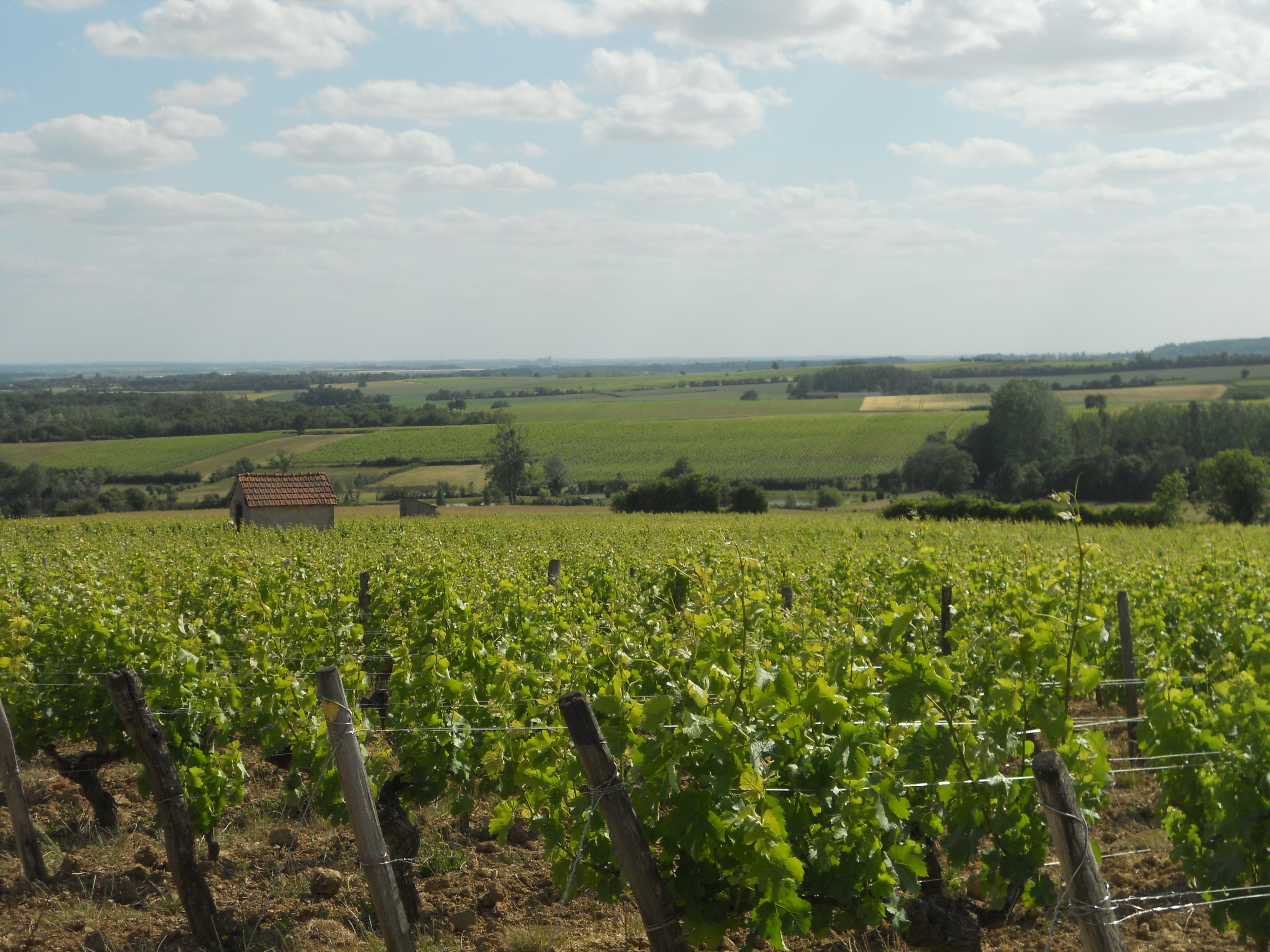
Виноградники